# 代顿 (肯塔基州)
代顿（英語：Dayton），是美国肯塔基州的一座城市。建立于1848年，面积约为4.9平方公里（1.9平方英里）。根据2010年美国人口普查，该市的人口为5,338人。